# Муйредах Муллетан
Муйредах Муллетан (Муйредах Ай; др.‑ирл. Muiredach Muillethan, Muiredach Aí; умер в 702) — король Коннахта (696—702) из рода Уи Бриуйн.

## Биография
Муйредах был сыном Фергуса (или Муйргиуса), убитого в 654 году людьми из Уи Фиахрах Айдне, и внуком правителя Коннахта Рогаллаха мак Уатаха. Он принадлежал к септу Уи Бриуйн Ай. Земли Уи Бриуйн находились на равнине Маг Ай, располагаясь вокруг древнеирландского комплекса Круахан.
Точно неизвестно, когда Муйредах Муллетан получил власть над Уи Бриуйн. Вероятно, это событие должно было произойти не ранее 682 года, когда скончался король Коннахта Кенн Фаэлад мак Колган из септа Уи Бриуйн Сеола.
Согласно «Анналам Тигернаха», Муйредах Муллетан взошёл на коннахтский престол в 696 году, став преемником умершего Фергала Айдне из рода Уи Фиахрах. В списке правителей Коннахта, сохранившемся в составе трактата «Laud Synchronisms», Муйредах также упоминается как преемник Фергала, в то время как подобный же список из «Лейнстерской книги» относит его правление к более позднему времени. В обоих списках указано, что Муйредах правил одиннадцать лет. Прозвище Муйредаха — Муллетан — переводится как «Широкая корона» (англ. Broadcrown).
Каких-либо подробностей правления Муйредаха Муллетана в ирландских анналах не сохранилось. Сообщается только о его смерти в 702 году, при этом в «Анналах Ульстера» о его королевском статусе не упоминается. Преемником Муйредаха на престоле Коннахта был его дядя Келлах мак Рогаллайг.
Муйредах Муллетан был женат на Кат из племени Корко Куллу, дочери убийцы его деда Рогаллаха мак Уатаха. Сыновьями от этого брака были Индрехтах и Катал, также как и их отец владевшие престолом Коннахта. Потомки Муйредаха в Средневековье были известны как Сил Муйредайг.